# Quevedo (canton)
Pour les articles homonymes, voir Quevedo.
Quevedo est un canton d'Équateur situé dans la province de Los Ríos.